# Rue de l’Université (Paris)
Die Rue de l’Université ist eine Straße im 7. Arrondissement von Paris.

## Lage
Die Straße ist 2.785 m lang und unterschiedlich breit (zwischen 10,50 m und 15 m) und verläuft parallel zur Seine, von der sie nur wenige hundert Meter entfernt ist. Sie beginnt im Osten an der Kreuzung mit der Rue des Saints-Pères, überquert den Boulevard Saint-Germain, verläuft am Palais Bourbon vorbei, überquert die Esplanade des Invalides und dann den Boulevard de la Tour-Maubourg, die Avenue Bosquet und die Avenue Rapp, und führt nach der Avenue de La Bourdonnais als Sackgasse zum Eiffelturm.

## Namensursprung

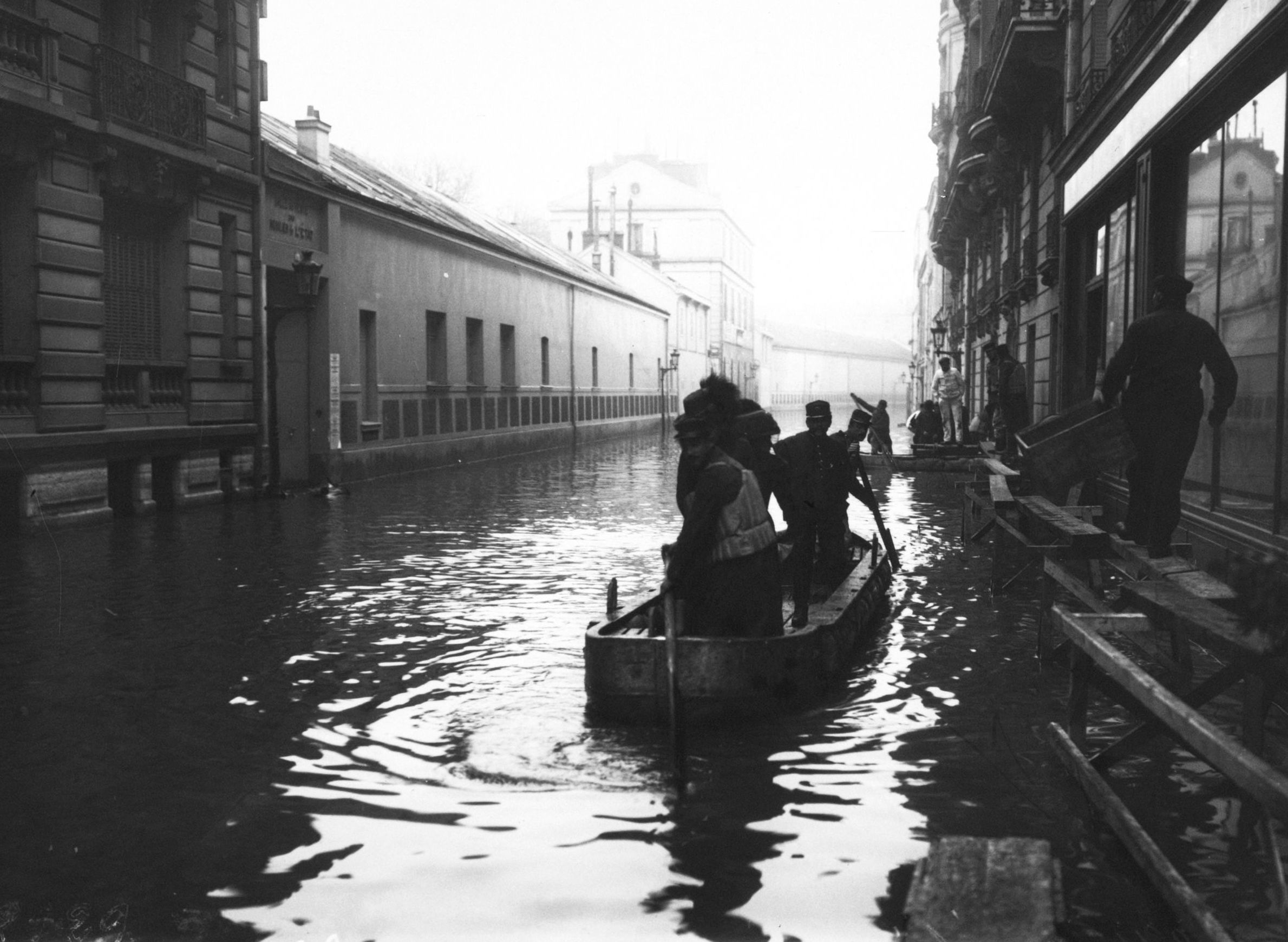
Die Rue de l’Université während des Seinehochwassers im Januar 1910

Im 12. Jahrhundert erwarb die Universität Paris ein Gebiet entlang der Seine, westlich der Abtei Saint-Germain-des-Prés, zu der sie zuvor gehörte. Dieses Gebiet wurde „Pré-aux-Clercs“ genannt (erste Erwähnung im Jahr 960): entweder weil die Studenten (früher „Clercs“ genannt) während ihrer Ruhezeiten hierherkamen, um sich zu entspannen, oder weil die „Vorführungen“ des Königs der Bazoche hier jährlich stattfanden (diese Vereinigung wurde erst 1303 anerkannt).
Die Pré-aux-Clercs waren auch Schauplatz zahlreicher Duelle.
Im Jahr 1639 verkaufte die Universität die Pré-aux-Clercs. Das Gelände wurde unterteilt und zu einem Bezirk von Paris, dessen Hauptstraße den Namen „Rue de l’Université“ erhielt. Später, im Zuge der sukzessiven Stadterweiterungen, wurde diese Straße bis zum Champ-de-Mars verlängert und überquerte dabei die Esplanade des Invalides. Die Straße lag bis zum Ende des 18. Jahrhunderts an einem Seitenarm der Seine, der wegfiel, als die Île aux Cygnes mit dem linken Ufer verbunden wurde.

## Geschichte
Bis 1838 bestand die Rue de l'Université aus zwei unterschiedlichen Teilen:
- Der erste Teil, zwischen der Rue des Saints-Pères und der Rue d’Iéna, hieß „Rue de l’Université“.
- Der zweite Teil, der von der damaligen Rue d’Austerlitz (heute Rue Fabert) zur Avenue de La Bourdonnais führte, wurde „Ruede l’Université-au-Gros-Caillou“ genannt.

Ein Dekret vom 31. August 1838 verfügt die Vereinigung dieser beiden Teile unter dem Namen „Rue de l’Université“, zu dem dann am 24. Juni 1907 die Rue Barbey d’Aureville hinzukam.